# Искитимская епархия
Искити́мская епархия — епархия Русской православной церкви, объединяющая приходы и монастыри в восточной части Новосибирской области (в границах Болотнинского, Искитимского, Маслянинского, Мошковского, Сузунского, Тогучинского и Черепановского районов). Входит в состав Новосибирской митрополии.

## История
Учреждена решением Священного Синода Русской православной церкви 28 декабря 2011 года путём выделения части приходов из Новосибирской епархии. Административно включена в состав Новосибирской митрополии.
Епархиальным архиереем избран игумен Лука (Волчков), клирик Новосибирской епархии, хиротонисанный во епископа 10 марта 2012 года. 16 мая 2023 года Лука был избран епископом Бронницким, викарием патриарха Московского и всея Руси, а на Искитимскую кафедру переведён Леонид (Толмачёв), епископ Тарусский, викарий Калужской епархии.

## Епархиальные архиереи
- 10 марта 2012 ― 16 мая 2023 — Лука (Волчков)
- с 16 мая 2023 года — Леонид (Толмачёв)

## Благочиния
Епархия разделена на 3 церковных округа (по состоянию на октябрь 2022 года):
- Северное благочиние
- Центральное благочиние
- Южное благочиние

## Монастыри
- Покровский монастырь в селе Завьялово (мужской)
- Монастырь в честь Всех святых, в земле Сибирской просиявших в Черепанове (мужской)